# Chiave (video)

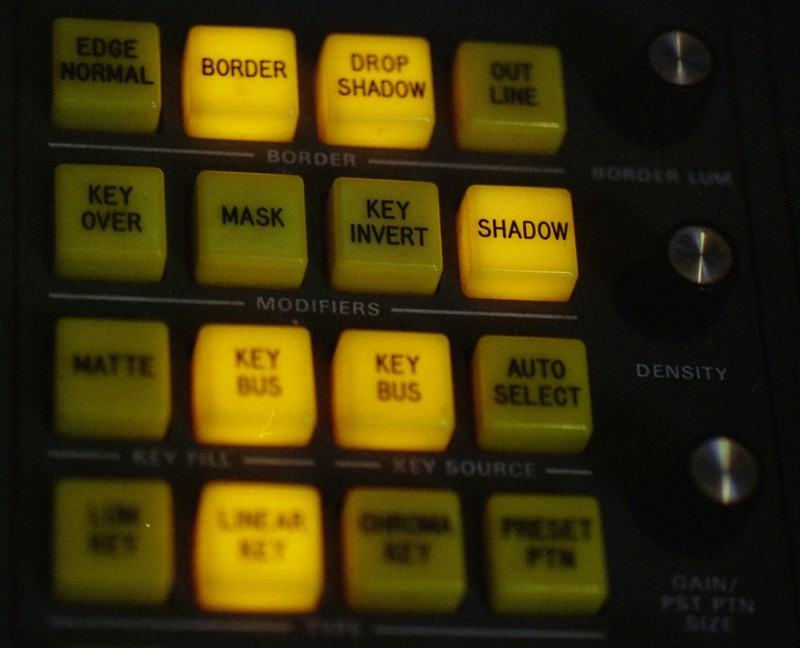
Pannello di controllo chiavi di un mixer video Grass Valley 200

In televisione, una chiave o intarsio è un effetto speciale che si ottiene quando una parte del segnale video è sostituito da un'altra. La chiave è un effetto molto comune, ed è di larghissimo impiego in ogni tipo di produzione televisiva, per sovrapporre al segnale televisivo titoli, grafiche, animazioni, loghi ed effetti animati.
L'apparecchiatura che realizza le chiavi è il mixer video, ma per alcuni tipi particolari di chiave si utilizzano anche talvolta apparecchiature esterne.
Esistono diversi tipi di chiave, ma tutti si possono ricondurre alla sostituzione di un'immagine di sfondo (background) con una di chiave (key), in base a specifiche regole.

## Generazione del segnale di chiave
Un segnale di chiave è essenzialmente un'immagine monocromatica che delinea i contorni dell'immagine da inserire e i livelli di trasparenza, più o meno nella stessa maniera in cui un canale alfa indica le trasparenze per immagini digitali. Titolatrici, computer grafici e generatori di effetti speciali (DVE) generano questo segnale unitamente alla grafica relativa. I due segnali separati entrano nel mixer video, che va configurato in modo che al segnale di riempimento corrisponda il relativo segnale di chiave.

## Chiave di luminanza
Una chiave di luminanza o intarsio a chiave sostituisce i punti dell'immagine di sfondo con quelli del segnale di chiave quando questi ultimi sono al di sopra di un certo livello elettrico. In questo caso, il segnale di chiave è l'unico necessario per effettuare l'effetto, poiché non c'è riempimento.
Tipicamente, questo tipo di chiave è utilizzato per sovrapporre titoli, che devono essere bianchi perché il bianco puro è al 100% del segnale video utile.
La chiave di luminanza è di impiego molto limitato per i suoi limiti tecnici, sostituita sempre più spesso dalla chiave lineare. Spesso, nell'uso comune viene chiamata sovrimpressione anche se la sovrimpressione vera e propria è in disuso da anni, sostituita proprio dalla chiave.

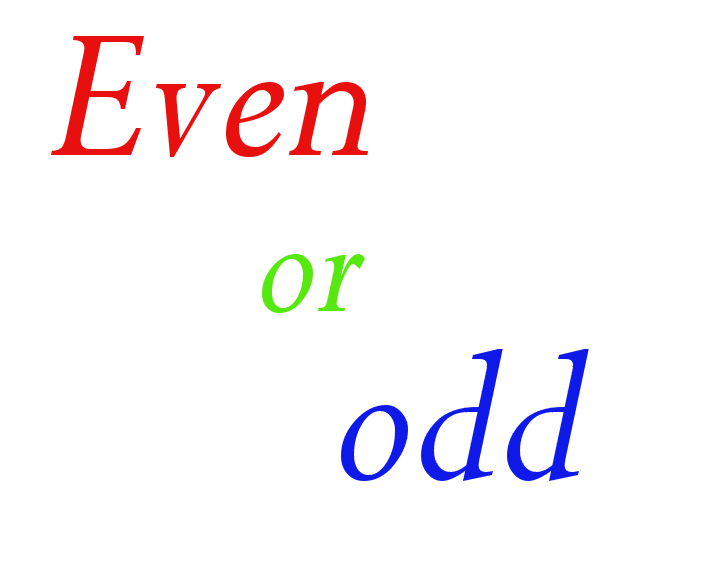
Segnale di riempimento per chiave lineare

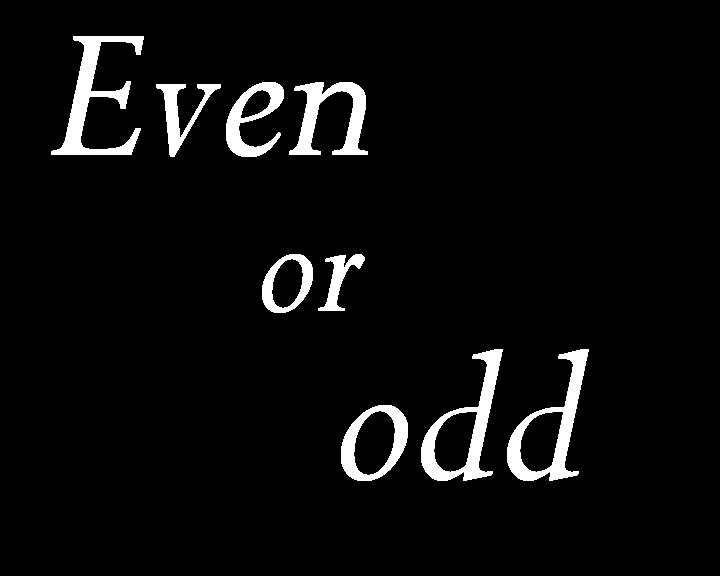
Segnale di chiave per chiave lineare

## Chroma key
Il chroma key o intarsio colore sostituisce tutti i punti del segnale di chiave che hanno un determinato colore con quelli dello sfondo. Da notare che, rispetto agli altri tipi, le sorgenti di chiave e sfondo vengono invertite.
Questo tipo di chiave è molto usato per effetti speciali e, di recente, è alla base del virtual set, che sostituisce con immagini generate elettronicamente la scenografia monocromatica dello studio.
Il chroma key a volte viene effettuato da inseritori appositi esterni al mixer, che offrono maggiore controllo e precisione.

## Lineare
Una chiave lineare comporta l'uso di tre segnali: oltre allo sfondo e alla chiave, c'è un terzo segnale (detto riempimento o fill) che costituisce il video intarsiato vero e proprio. Il segnale di chiave viene usato per delineare i bordi con cui il riempimento verrà inserito.
Questo tipo di chiave permette l'uso di ombreggiature e trasparenze, a seconda del livello del segnale di chiave (visivamente, simile a una copia in bianco e nero del riempimento).
Si tratta del tipo di chiave di più largo impiego. A seconda del fabbricante del mixer video, viene chiamata anche chiave matte o chiave additiva.

### Split key
Lo split key è una chiave lineare dove il segnale di riempimento non è corrispondente al segnale di chiave, ma arbitrario. Viene usata per esempio per riempire un testo impresso sul video (chiave) con delle immagini grafiche (riempimento).
È anche possibile ottenere semplici titoli colorati utilizzando un fondo colorato come riempimento.

### Downstream key
Il downstream key (o DSK, raramente in italiano reso con chiave a valle) è un inserimento a chiave, di solito di tipo lineare, in tutto e per tutto identico agli altri, ma con la differenza concettuale di essere posto a valle del flusso video. In pratica, è l'ultimo stadio del mixer video prima dell'uscita del segnale. Questo tipo di chiave si usa per imprimere sul video segnali che si vogliono sempre presenti sull'uscita: il caso classico è il logo della stazione TV, oppure un news ticker. In questi casi, il DSK di solito non è realizzato dal mixer ma da un'apparecchiatura apposita, chiamata essa stessa DSK, posta prima del trasmettitore.